# Simpatično živčevje
Simpatično živčevje ali simpatikus zajema vegetativne živce, ki izvirajo iz torakalnega in lumbalnega dela hrbtnega mozga. Gre za enega od treh delov vegetativnega živčevja, poleg parasimpatičnega in enteričnega živčevja. Njegova poglavitna funkcija je priprava organizma na boj ali beg. Vendar pa je simpatično živčevje vseskozi aktivno na določeni stopnji in pomaga vzdrževati homeostazo.

## Splošni opis
Kot del avtonomnega živčevja simpatično živčevje nadzoruje večino telesnih notranjih organov. Je promotor stresa in nasprotuje učinkom parasimpatičnega živčevja, ki narekuje telesne funkcije v obdobjih mirovanja. Opisano delovanje velja le na splošno, v resnici pa so učinki obeh, simpatičnega in parasimpatičnega živčevja, veliko zapletenejši in prepleteni.
V prenos signala v simpatičnem živčevju sta vključeni dve vrsti nevronov: pre- in postganglijski nevroni. Preganglijski nevroni so krajši in izvirajo iz torakolumbalnega  predela hrbtenjače (predela prsnega koša in ledij; med vretencema T1 in L2). Nato potujejo do ganglijev, po navadi v enega od paravertebralnih ganglijev, kjer tvorijo preklope (sinapse) s postganglijskimi nevroni. Od tam segajo postganglijska vlakna po vsem telesu.
V preklope znotraj ganglijev preganglijski nevroni sproščajo acetilholin, živčni prenašalec, ki aktivira nikotinske receptorje na postganglijskih nevronih. Zaradi tega dražljaja postganglijski nevroni sproščajo noradrenalin (z dvema pomembnima izjemama), ki aktivira adrenergične receptorje v tarčnih tkivih. Aktivacija receptorjev v tarčnih tkivih sproži učinke, povezane s simpatičnim živčevjem.
Omenjeni izjemi predstavljata postganglijske nevrone, ki oživčujejo žleze znojnice (le ti sproščajo acetilholin, ki aktivira muskarinske receptorje) in sredico nadledvičnice. Slednja deluje v sodelovanju s simpatičnim živčevjem in ima vlogo modificiranega simpatičnega ganglija; znotraj nje so tvorjene sinapse med pre- in postganglijskimi nevroni, vendar postganglijski nevron ne zapusti sredice nadledvičnice, temveč v njej sprošča noradrenalin in adrenalin neposredno v krvni obtok.

## Vloga
| Organ          | Učinek                                            |
| -------------- | ------------------------------------------------- |
| Oči            | širitev zenic                                     |
| Srce           | pospešeni srčni utrip in povečana moč kontrakcije |
| Pljuča         | širitev bronhiolusov                              |
| Žile           | krčenje                                           |
| Žleze znojnice | alktiviranje izločanja znoja                      |
| Prebavila      | zaviranje peristaltike                            |
| Ledvice        | povečano izločanje renina                         |
| Penis          | spodbujanje ejakulacije                           |

Simpatično živčevje ima katabolno vlogo in aktivira telesne odzive za boj ali beg. Pospeši srčni utrip in krčljivost srčne mišice, razširi dihalne poti, spodbudi jetrno glikogenolizo in sproščanje glukoze v krvni obtok, poveča bazalno presnovo in mišično moč, poveča znojenje ... Življenjske funkcije, ki so manj povezane s trenutnim preživetjem, se upočasnijo (npr. prebava, ledvična filtracija). Tudi ejakulacija nastopi s pomočjo aktivacije simpatičnega živčevja.

### Delovanje na srce
Glavni učinki aktivnosti simaptičnega živčevja na srce so:
- povečana moč kontrakcije (pozitivni inotropni učinek)
- pospešen srčni utrip (pozitivni kronotropni učinek)
- povečan avtomatizem srca
- repolarizacija in obnovitev funkcionalnosti po generalizirani depolarizaciji srca
- zmanjšana učinkovitost srca (poraba kisika je bolj povečana kot delo srčne mišice)

Ti učinki so posledica aktivacije receptorjev β1 z vezavo kateholaminov, zaradi česar poraste znotrajcelična koncentracija cAMP in posledično vplavljanje kalcijevih ionoc Ca2+ v celice srčne mišice.